# Ловковиці (Крапковицький повіт)
Ловковиці (пол. Łowkowice) — село в Польщі, у гміні Стшелечки Крапковицького повіту Опольського воєводства.
Населення — 586 осіб (2011).

## Демографія
Демографічна структура станом на 31 березня 2011 року:
|          | Загалом | Допрацездатний вік | Працездатний вік | Постпрацездатний вік |
| -------- | ------- | ------------------ | ---------------- | -------------------- |
| Чоловіки | 274     | 53                 | 192              | 29                   |
| Жінки    | 312     | 50                 | 190              | 72                   |
| Разом    | 586     | 103                | 382              | 101                  |